# Wind of Time
Wind of Time è il quarto album in studio della cantante olandese Loona, pubblicato nel 2005.

## Tracce
1. Tears in Heaven (Eric Clapton cover) – 3:50 (Eric Clapton, Will Jennings)
2. If Only (Rod Stewart cover) – 4:35 (Roderick Stewart, James Cregan, Kevin Savigar)
3. A Whiter Shade of Pale (Procol Harum cover) – 3:30 (Gary Brooker, Keith Reid, Matthew Fisher)
4. She (Charles Aznavour cover) – 3:37 (Shahnour Aznavourian, Herbert Kretzmer)
5. When I See You Smile (Bad English cover) – 5:06 (Diane Warren)
6. The Rose (Bette Midler cover) – 3:13 (Amanda McBroom)
7. Streets of London (Ralph McTell cover) – 4:11 (Ralph May)
8. Blowin' in the Wind (Bob Dylan cover) – 4:16 (Robert Zimmerman)
9. Fragile (Sting cover) – 3:43 (Gordon Sumner)
10. With or Without You (U2 cover) – 4:16 (Paul Hewson, David Evans, Adam Clayton, Laurence Mullen)
11. Where Do You Go to My Lovely (Peter Sarstedt cover) – 3:30 (Peter Sarstedt)

Bonus Track
1. Tears in Heaven (Pop Version) – 3:51 (Clapton)